# Народно читалище „Искра – 1924“
Народно читалище „Искра – 1924“ е читалище в село Гърмен, област Благоевград, България.
Читалището е регистрирано под № 903 в Министерство на културата на България.
Читалището е основано през 1923 година от Георги Чонев, Атон Донков, Стоян Пашкулев. Пръв председател му е Георги Чонев. Читалището работи в сградата на старото училище в Гърмен. Създава библиотека, театрална група, оглавявана от Ральо Ралев и мъжки танцов състав, начело с Костадин Денов. От 1955 година има и женска фолклорна група, оглавявана от Ангел Топалов. В 1977 година е създадена мъжка певческа група, начело с Иван Търтов, а в 1978 година и детско-юношески танцов ансамбъл. В 1967 година читалището се мести в собствена нова сграда, която има заседателна зала, киносалон, гримьорни и библиотека с 14000 тома, заемна, читалня и детски отдел.